# Erechthias fulguritella
Erechthias fulguritella är en fjärilsart som beskrevs av Walker 1863. Erechthias fulguritella ingår i släktet Erechthias och familjen äkta malar. Inga underarter finns listade i Catalogue of Life.